# Župnija Bohinjska Bela
Župnija Bohinjska Bela je rimskokatoliška teritorialna župnija Dekanije Radovljica Nadškofije Ljubljana.